# Seirom
Seirom — дарк-эмбиент-проект, созданный голландским мультиинструменталистом и композитором Маурисом де Йонгом. Он был основан в 2011 году и резко отличался от предыдущих проекта де Йонга, приняв более лёгкое звучание.

## История
Проект Seirom был задуман в 2011 году после того, как композитор Маурис де Йонг достиг творческого истощения в других своих активных проектах. «Я начал чувствовать себя перегоревшим. Я думаю, что весь негатив (в моём музыкальном творчестве) оказал на меня влияние. Мне нужно было сделать что-то позитивное». Он самостоятельно выпустил альбом Eremitic 6 июня 2011 года. 1973 был выпущен 9 ноября 2012 года и отличался более лёгким и позитивным тоном по сравнению с дебютным альбомом. 1 мая 2014 года вышел третий полноформатный альбом And the Light Swallowed Everything, который получил положительные отзывы, а Кез Уилан из Terrorizer описал музыку как «преследующую, томительную, светящуюся красоту». Четвёртый альбом Seirom I Was So Sad был выпущен 8 июля 2016 года.

## Дискография
- Eremitic (2011)
- 1973 (2012)
- And the Light Swallowed Everything (2014)
- I Was So Sad (2016)

## Состав
- Маурис де Йонг — вокал, инструменты, запись, сведение, обложки